# Unión Deportiva Puzol
La Unión Deportiva Puzol (en valenciano, Unió Esportiva Puçol) es un club de fútbol de España, de la ciudad de Puzol, Valencia. Fue fundado el 5 de mayo de 1951 y juega en el grupo II de la Regional Preferente de la Comunidad Valenciana.

## Historia
El 2 de febrero de 1951 se produce la fusión de los dos equipos del municipio: Esplai y Athletic. Con anterioridad y posiblemente el primer equipo conocido fueron Els Balins en 1941  para más tarde fundirse con el Esplai. Por entonces no se jugaba liga los partidos eran con poblaciones vecinas, solo al fusionarse con el atletic compitieron. Els Balins tenían una canción y su campo era "la secadora" donde ahora se encuentra el polideportivo municipal.
Su primera temporada fue ese mismo año 1951 en la Segunda Regional. En la temporada 1955/56 dieron el salto a la Primera Regional. Sin embargo, una vez comenzada la temporada 1957/58, decidieron retirarse de la competición. No fue hasta 1963 cuando volvería a la competición de nuevo.
Tras competir en categorías inferiores, no sería hasta la temporada 1980/81 cuando realizara su estupendo debut en la Tercera División española con un cuarto puesto. Durante dos campañas más se mantuvo en esta categoría, descendiendo en 1983 a Regional Preferente de la Comunidad Valenciana.
Tras dos décadas con numerosos ascensos y descensos en las categorías inferiores, en la temporada 2002/03 volvió a la Tercera División ganando una eliminatoria histórica al Oliva, pero esta alegría solo duró un año, cosechando de nuevo el descenso a Regional Preferente de la Comunidad Valenciana. Sin embargo, al año siguiente cosechó una gran temporada y retornó a la cuarta categoría a nivel nacional. Tras este logro, el equipo ha conseguido mantenerse durante estos años en esta categoría acabando en puestos por debajo de mitad de tabla, dándole la permanencia y sufriendo hasta el final.

## Uniforme
- Uniforme titular: Camiseta a franjas verticales blancas y rojas, pantalón blanco y medias rojas.
- Segundo uniforme : Camiseta, pantalón y medias negras, con detalles blancos.
- Última equipación : Camiseta naranja, pantalón blanco y medias rojas.

## Estadio
[Josep Claramunt], con capacidad para 2.000 personas. Campo de césped artificial, gradas y vallado moderno. Inauguración en septiembre de 2001 por el alcalde Josep María Iborra.

## Datos del club
- Temporadas en 1ª: 0
- Temporadas en 2ª: 0
- Temporadas en 2ªB: 0
- Temporadas en 3ª: 7
- Mejor puesto en la liga: 4.º (Tercera división española temporada 80/81)
- Peor puesto en la liga: 22.º (Tercera división española temporada 02-03)

## Palmarés
- Campeonato de España de Aficionados (1): 1979.